# Radomir (berg)
Radomir eller Kalabaka är högsta bergstoppen i Belasicabergen (Kerkinibergen) och ligger på gränsen mellan Bulgarien och Grekland. Höjden är 2031 meter över havet.
På bulgariska används namnet Радомир, döpt efter tsaren Gavril Radomir av Bulgarien som deltog i slaget vid Kleidion i bergets närhet. På grekiska används namnen Καλαμπάκα och Κερκίνη (samma som det grekiska namnet för hela bergskedjan Kerkinibergen).